# Olga Homeghi
Olga Homeghi Bularda (Fieni, 1º maggio 1958) è un'ex canottiera rumena.
Ha conquistato quattro medaglie olimpiche in tre partecipazioni ai giochi (1980, 1984 e 1988).

## Palmarès
Olimpiadi
- 4 medaglie:
  - 2 ori (quattro con a Los Angeles 1984, due senza a Seul 1988)
  - 1 argento (otto con a Seul 1988)
  - 1 bronzo (due di coppia a Mosca 1980).

Mondiali
- 1 medaglia:
  - 1 bronzo (due di coppia a Bled 1979).